# Spirit of Adventure (Schiff)
Die Spirit of Adventure ist ein Kreuzfahrtschiff der britischen Reederei Saga Cruises.

## Geschichte
Das im September 2017 bestellte Schiff wurde unter der Baunummer S715 auf der Meyer-Werft in Papenburg gebaut. Baubeginn war am 27. März 2019 mit dem ersten Stahlschnitt. Die Kiellegung fand am 3. Juni 2019, das Ausdocken aus dem Baudock fand am 24. Juli 2020 statt. Die Passage der Ems von Papenburg nach Emden erfolgte vom 30. auf den 31. August 2020. Das Schiff wurde am 29. September 2020 abgeliefert.
Das Schiff sollte ursprünglich am 19. August 2020 in Portsmouth getauft und anschließend in Dienst gestellt werden. Aufgrund der COVID-19-Pandemie kam es zu Verzögerungen beim Bau. Die Indienststellung wurde mehrfach verschoben.
Die Spirit of Adventure wurde schließlich am 19. Juli 2021 in Portsmouth getauft. Taufpatin war Commodore Inga Kennedy, die frühere Leiterin des Royal Navy Medical Service. Mit ihrer Wahl als Taufpatin wollte Saga Cruises dem Einsatz des medizinischen Personals während der COVID-19-Pandemie Respekt zollen. Die erste Kreuzfahrt des Schiffes begann schließlich am 26. Juli 2021 in Tilbury, einen Tag, bevor auch die Spirit of Discovery, die 2020 wegen der COVID-19-Pandemie aus der Fahrt genommen worden war, den Kreuzfahrtdienst wieder aufnahm.
Die Saga of Adventure ersetzte die Saga Sapphire, die Saga Cruises im Juni 2020 an Anex Tour abgegeben hatte.
Das Schiff ist ein Schwesterschiff der Spirit of Discovery, das vom finnischen Schiffsarchitekturbüro Foreship in Zusammenarbeit mit der Meyer-Werft entworfen wurde. Anders als bei der Spirit of Discovery, bei der Inneneinrichtung und Ausstattung des Passagierbereichs von dem in London ansässigen Unternehmen SMC Design entworfen wurden, wurde hierfür bei der Spirit of Adventure das ebenfalls in London ansässige Unternehmen AD Associates beauftragt. Die beiden als Schwesterschiffe sonst weitgehend identischen Schiffe verfügen so über unterschiedliche Einrichtungen.

## Technische Daten und Ausstattung
Der Antrieb des Schiffes erfolgt dieselelektrisch durch zwei Siemens-Propellergondeln, die von jeweils einem Elektromotor mit 6500 kW Leistung angetrieben werden. Für die Stromerzeugung stehen vier Siemens-Generatoren mit jeweils 5840 kVA Scheinleistung zur Verfügung, die von MAN-Dieselmotoren des Typs 9L32/44CR mit jeweils 5400 kW Leistung angetrieben werden. Weiterhin wurde ein von einem Mitsubishi-Dieselmotor des Typs S12R-M(P)TA angetriebener Notgenerator verbaut. Das Schiff ist mit zwei elektrisch mit jeweils 2200 kW Leistung angetriebenen Bugstrahlrudern ausgestattet.
Das Schiff verfügt über 14 Decks, von denen zehn für Passagiere zugänglich sind. An Bord befinden sich mehrere Restaurants, darunter das erste nepalesische Restaurant an Bord eines Kreuzfahrtschiffs. Weiterhin befinden sich an Bord unter anderem ein Theater, eine Bibliothek, ein Wellnessbereich, eine Sauna, ein Fitnessraum und ein Pool.
Das Schiff wird mit einer Passagierkapazität von 987 Personen vermarktet. Für die Passagiere stehen 554 Kabinen zur Verfügung. Die Kabinen befinden sich auf Deck 7 bis Deck 11 und Deck 13. Alle Kabinen sind Außenkabinen mit eigenem Balkon. Die Brücke befindet sich auf Deck 11 im vorderen Bereich der Decksaufbauten. Sie ist vollständig geschlossen. Die Nocken gehen zur besseren Übersicht bei An- und Ablegemanövern und dem Manövrieren in engen Fahrwassern über die Schiffsbreite hinaus.